# Посгам
Уезд Посгам (уйг. پوسكام ناھىيىسى‎) или уезд Цзэпу (кит. упр. 泽普县, пиньинь Zépǔ xiàn) — уезд округа Кашгар Синьцзян-Уйгурского автономного района КНР.

## Название
Китайское название «Цзэпу» является сокращением от «Цзэпулэшань» (泽普勒善) — китайской транскрипции названия реки Зерафшан. Уйгурское название означает «Богатые земли».

## История
Уезд Цзэпу был образован 10 января 1922 года.

## Административное деление
Уезд Цзэпу делится на 1 район уездного подчинения, 2 посёлка, 9 волостей и 1 национальную волость.

## Транспорт
- Годао 315
- Кашгар-Хотанская железная дорога